# Pikalja
Pikalja är en ort i Montenegro. Den ligger i den södra delen av landet, 10 km öster om huvudstaden Podgorica. Pikalja ligger 318 meter över havet och antalet invånare är 273.
Terrängen runt Pikalja är varierad. Runt Pikalja är det ganska tätbefolkat, med 83 invånare per kvadratkilometer. Närmaste större samhälle är Podgorica, 10,3 km väster om Pikalja. Omgivningarna runt Pikalja är en mosaik av jordbruksmark och naturlig växtlighet.